# Peixes geneticamente modificados
Peixes geneticamente modificados (peixes GM, peixe frankenstein) é qualquer peixe geneticamente modificado destinado ou não a alimentos. Na maioria dos casos, o objetivo é introduzir uma nova característica no peixe que não ocorra naturalmente na espécie, ou seja, transgênese. Eles são organismos do clado taxonômico, que incluem as classes Agnatha (peixe sem mandíbula), Chondrichthyes (peixe cartilaginoso) e Osteichthyes (peixe ósseo) cujo material genético (DNA) foi alterado usando técnicas de engenharia genética.  Esse processo resulta em aumento dramático do crescimento em várias espécies, incluindo salmonídeos, carpas e tilápias.
Os críticos se opuseram aos peixes transgênicos por várias razões, incluindo preocupações ecológicas, bem-estar animal e quanto à segurança de usá-los como alimento e se os peixes transgênicos são necessários para ajudar a atender às necessidades alimentares do mundo.

## História e processo
Os primeiros peixes transgênicos foram produzidos na China em 1985.  Em 2015, o FDA analisou pela primeira vez o salmão frankenstein geneticamente modificado e concluiu que não apresentava riscos à saúde. O salmão é projetado com os genes do hormônio do crescimento de um salmão-rei e os genes de DNA e anti-congelamento de um zoarcidae.

## Aplicações

### Comida
Uma área de pesquisa intensiva com peixes GM tem como objetivo aumentar a produção de alimentos, modificando a expressão do hormônio do crescimento.  Cientistas procurando maneiras de salvar o peixe responsável pelo caviar da extinção. Em vez disso, eles criaram um híbrido acidental, um peixe que é parte do peixe-espátula americano e parte do esturjão russo, que pode beneficiar a piscicultura e diminuir a pegada de carbono da indústria.

### Lazer

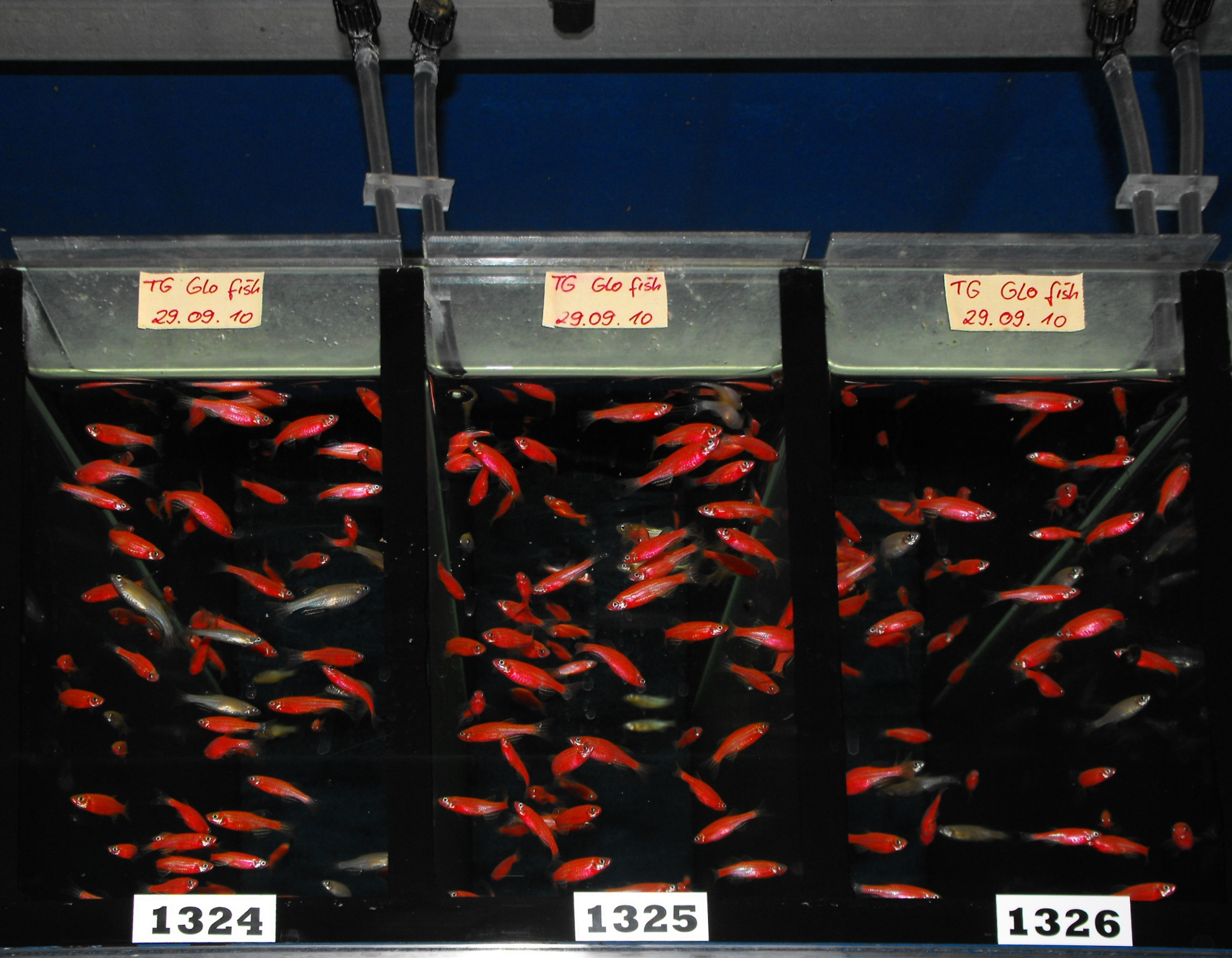
Aquarias GlowFish - criação para fins científicos

#### Animais de estimação
O GloFish é uma tecnologia patenteada que permite que peixes GM (tetra, barb, peixe-zebra) expressem proteínas de água-viva e de coral marinho.

### Pesquisa
Peixes transgênicos são usados em pesquisas que cobrem cinco áreas amplas:
- Melhorar as características dos peixes disponíveis comercialmente
- Seu uso como biorreatores para o desenvolvimento de proteínas biomédicamente importantes
- Seu uso como indicadores de poluentes aquáticos
- Desenvolvimento de novos modelos animais não mamíferos
- Estudos genômicos funcionais

A maioria dos peixes GM é usada em pesquisa básica em genética e desenvolvimento.

### Detectando poluição aquática (potencial)
Vários grupos de pesquisa estão desenvolvendo peixe-zebra GM para detectar poluição aquática.